# Sternarchorhynchus freemani
Sternarchorhynchus freemani és una espècie de peix pertanyent a la família dels apteronòtids.

## Descripció
- El mascle pot arribar a fer 20,1 cm de llargària màxima i la femella 16,3.[4][5]

## Alimentació
Menja larves aquàtiques i anèl·lids.

## Hàbitat
És un peix d'aigua dolça, bentopelàgic i de clima tropical.

## Distribució geogràfica
Es troba a Sud-amèrica: Guyana.

## Observacions
És inofensiu per als humans.